# 2721 Vsekhsvyatskij
2721 Vsekhsvyatskij è un asteroide della fascia principale. Scoperto nel 1973, presenta un'orbita caratterizzata da un semiasse maggiore pari a 3,2382026 UA e da un'eccentricità di 0,1765000, inclinata di 2,23159° rispetto all'eclittica.